# الجيسي
الجيسيقرية سورية تتبع إداريًا لناحية تل حميس في منطقة القامشلي بمحافظة الحسكة. تقع جنوب غرب بلدة تل حميس بنحو 7 كيلومترات، ويبلغ ارتفاعها عن سطح البحر حوالي 345 مترًا. بلغ عدد سكان القرية 870 نسمة وفقًا للتعداد العام للسكان والمساكن لعام 2004.
ينتمي سكان القرية إلى قبيلة جيس ، ويعمل معظمهم في الزراعة وتربية الماشية. يمر من الجهة الجنوبية للقرية وادي الجراحي. تأسست القرية عام 1961.